# Randall Park
Randall Park (Los Angeles, 23 de março de 1974) é um ator americano, comediante, escritor, diretor, músico e colunista estadunidense de origem coreana.

## Biografia
Park nasceu e foi criado em Los Angeles na Califórnia por pais coreanos. Park formou-se no programa de humanities magnet da Hamilton High School. Park estudou na UCLA e fez licenciatura em Inglês, Escrita Criativa e um Mestrado em Estudos Americanos asiáticos.

## Carreira
Apareceu em vários projetos de filmes independentes como no filme Brasil: A Entrevista / Portugal: Uma Entrevista de Loucos (2014) interpretando o papel de Kim Jong-un, The People I've Slept With em 2009 interpretando "Nice", o curta-metragem Dragon of Love (2003) (como o personagem principal, Joel), American Fusion (2005) (como Josh). Ele também escreveu um curta-metragem (dirigido por David J. Lee), intitulado Blueberry (também estrelado por Marques Ray),no qual ganhou o prêmio de Melhor Ator no Festival de Cinema NBC para curtas-metragens.
Em 2005 participou da série House MD, interpretando Brad.
Estrelou o filme da Netflix Meu Eterno Talvez.